# Schijventarief
Een schijventarief is een tarief dat een niet-dalende stuksgewijs lineaire functie is van de grondslag.
Een bekende toepassing is die als (meestal progressief) belastingtarief waarbij men de effectieve belastingdruk met het verhogen van de grondslag geleidelijk laat toenemen. Hierdoor zal een kleine verandering van het inkomen niet direct tot een enorme verhoging of verlaging van de belasting leiden. Veel landen met progressieve belastingtarieven hanteren dit tarief. Nederland hanteert het momenteel in box 1 van de inkomstenbelasting (tot 2001 over het hele inkomen), in de vennootschapsbelasting, en in de erfbelasting.
Met het schijventarief wordt het inkomen in belastingschijven ingedeeld, waarover een bepaald percentage belasting wordt betaald. Een degressief schijventarief geldt soms bij kwantumkorting, bijvoorbeeld langeafstandskorting bij vervoerbewijzen. Als er een maximumtarief is dat wordt bereikt bij een niet-maximale grondslag dan geldt voor de laatste schijf marginaal het nultarief.

## Definitie
Voor Y als functie van X geldt een schijventarief als de mogelijke waarden van X zijn ingedeeld in aansluitende intervallen, schijven genoemd, waarbij per schijf een vast marginaal tarief geldt. De toename van Y over een gehele of gedeeltelijke schijf is dan eenvoudig het product van het marginale tarief en de toename van X. De toename van Y over een willekeurig interval van X-waarden kan dan gevonden worden door dat interval te verdelen in schijven en eventueel delen van schijven. De waarde van Y voor een gegeven X kan dan bepaald worden als aanvullend bijvoorbeeld de waarde van Y voor X = 0 bekend is (vaak is deze nul).
Van belang is soms het concept van het toepassen van een schijventarief over een interval van X-waarden. Dit is de toename van Y over dit interval, en wordt berekend als boven, los van de vraag wat de Y-waarden zijn.
Het toepassen van een schijventarief over een inkomensinterval is bijvoorbeeld aan de orde bij het berekenen van de extra belasting over extra inkomen, of bij het bepalen van het voordeel van een aftrekpost.

## De reden van een schijventarief
Een alternatief is een percentage per inkomensinterval dat toegepast wordt over het hele inkomen, bijvoorbeeld:
- Bij een inkomen van 0 t/m 9999 euro: tarief = 25%.
- Bij een inkomen vanaf 10000 euro: tarief = 40% over het hele inkomen.

Bij de overgang naar een volgend interval maakt de belasting dan echter een sprong. Als iemand in dit voorbeeld 9996 euro verdient is de belasting 2499 euro en als hij 10000 euro verdient is de belasting 4000 euro. Dit soort tarieven zijn geen echte schijventarieven, maar worden soms wel zo genoemd. Het wordt bijvoorbeeld toegepast bij het eigenwoningforfait bij goedkope woningen.
Een schijventarief zou zijn:
- Bij een inkomen van 0 t/m 10000 euro: tarief = 25%.
- Bij een inkomen vanaf 10001 euro: tarief = voor de eerste 10000 euro als boven, en verder 40% over het meerdere.

Als iemand in dit voorbeeld 9996 euro verdient is de belasting 2499 euro, als hij 10000 euro verdient is de belasting 2500 euro en als hij 10005 euro verdient is de belasting 2502 euro.
Wiskundig geformuleerd (behoudens afronding/discretisatie omdat met hele euro's of in ieder geval hele eurocenten wordt gerekend): het marginale tarief is een functie van inkomen; de belasting is de integraal, over het interval van 0 tot het inkomen, van het marginale tarief. Dit is een continue functie van inkomen (en bij de eerste methode niet). Omgekeerd is het marginale tarief de afgeleide van de belasting als functie van inkomen. Deze afgeleide bestaat niet (en maakt een sprong) bij de schijfgrenzen.
Het totale relatieve tarief (tarief als percentage van de totale grondslag) is ook een continue functie. Zie ook de grafieken verderop, deze bestaan uit een recht gedeelte en delen van hyperbolen. Deze gedeelten sluiten op elkaar aan, de grafieken maken geen verticale sprongen.
Deze tariefsprongen zijn om een aantal redenen niet gewenst. Het feit dat een klein verschil in grondslag een groot verschil in te betalen belasting genereert wordt gezien als oneerlijk: vrijwel gelijke gevallen worden verschillend behandeld; een euro meer of minder grondslag kan een verschil van honderden of duizenden euro's belasting uitmaken. Bovendien wordt het systeem fraude- en conflictgevoeliger: fiscale disputen en fraude concentreren zich op de tariefgrenzen waarbij belastingplichtigen hun inkomen onder deze grens willen houden en de overheid het eroverheen wil trekken. Dit zal leiden tot onderzoek en juridisch gekibbel over relatief kleine inkomens- of aftrekbedragen, waar uiteraard wel veel tijd en geld in zal zitten. Bij een echt schijventarief neemt de belastingdruk pas na het passeren van de tariefgrens geleidelijk toe (zoals gezegd: de belastingdruk is een continue functie) waardoor het minder aantrekkelijk wordt om met kleine bedragen rond de tariefgrens te spelen.

## Toepassing van het schijventarief
Het schijventarief wordt door vele landen in de inkomstenbelasting toegepast. Nederland past het ook toe in de vennootschapsbelasting. Indirect werkt het ook door in het fiscale handhavingsrecht, daar de boete wordt gekoppeld aan zowel de ernst van de overtreding als de ten onrechte niet betaalde belasting.
Zie ook het schijventarief 2017 in box 1.
De tariefsaanpassing aftrek kosten eigen woning houdt in dat er een gereduceerd tarief geldt voor inkomen besteed aan aftrekposten met beperkte aftrekbaarheid.

## Equivalentie met een tarief met een schijf van 0%
Als men over een eerste bedrag A van de grondslag geen belasting betaalt, en over het meerdere een tarief B, dan komt dit overeen met een schijventarief van twee schijven: een eerste schijf van A met een tarief van 0 %, en een tweede schijf met tarief B.
Als men over een eerste bedrag A van de grondslag geen belasting betaalt, en over het meerdere een schijventarief, dan komt dit overeen met een schijventarief met een extra schijf: een eerste schijf van A met een tarief van 0 %.
In dit verband worden soms twee begrippen grondslag onderscheiden, zoals in "De grondslag sparen en beleggen is de rendementsgrondslag (..) voor zover die rendementsgrondslag meer bedraagt dan het heffingvrije vermogen." Het tarief in termen van de rendementsgrondslag heeft dan een eerste schijf met een tarief van 0 %, met opschuiving van de schijven in het tarief in termen van de grondslag sparen en beleggen. Als een heffingvrije som wordt gezien als zo'n ingevoegde schijf met een tarief van 0% dan is het voordeel ervan afhankelijk van de grondslag (in het bijzonder geldt bij een progressief tarief dat het voordeel van de heffingvrije som groter is als de grondslag van de heffing groot is). Als een heffingvrije som echter wordt gezien als een vermindering van de heffing over de eerste schijf (door splitsing van de schijf in een eerste deel met een nultarief, en een tweede deel waarin het tarief behouden blijft) dan is het voordeel ervan voor iedereen gelijk (behalve dat het voordeel niet groter is dan de heffing zou zijn geweest zonder de heffingvrije som, omdat de heffing nooit negatief is).
Als er een schijventarief wordt toegepast, maar het resultaat wordt verminderd met een heffingskorting die niet van de grondslag afhangt, behalve dat die heffingskorting niet hoger is dan het resultaat van toepassing van het schijventarief, zodat het eindresultaat niet negatief wordt, dan komt dit neer op een aangepast schijventarief met een eerste schijf van 0%. Als de (maximale) heffingskorting kleiner is dan de maximale belasting over de eerste schijf, komt dit erop neer dat de eerste schijf in verkorte vorm de tweede schijf wordt. Als de lengte van de eerste schijf A is en het tarief B, en de (maximale) heffingskorting is C, dan wordt de lengte van de schijf van 0% gelijk aan C/B, en die van de nieuwe tweede schijf A - C/B. De overige schijven blijven gelijk, ze schuiven alleen op in rangnummer.

## Voorbeeld 2017
In box 1 van het Nederlandse belastingstelsel wordt een belastingtarief geheven dat gebaseerd is op vier belastingschijven die jaarlijks worden herzien. Voor de tweede en de derde schijf geldt voor 2017 hetzelfde belastingtarief. Er gelden voor 2017 de onderstaande belastingtarieven,

vóór aftrek van heffingskortingen.
| belastingschijven in 2017 | belastingschijven in 2017 | belastingschijven in 2017 | belastingschijven in 2017 | belastingschijven in 2017 |
|                           | 1e schijf                 | 2e schijf                 | 3e schijf                 | 4e schijf                 |
| ------------------------- | ------------------------- | ------------------------- | ------------------------- | ------------------------- |
| grenzen schijf            | € 0 tot € 19.982          | € 19.983 tot € 33.791     | € 33.792 tot € 67.072     | vanaf € 67.073            |
| lengte schijf             | € 19.982                  | € 13.809                  | € 33.281                  | restant                   |
| belastingtarief           | 36,55%                    | 40,80%                    | 40,80%                    | 52,00%                    |

## Rekenschema's met gevolgen van wijzigingen
Een wijziging van de heffingen in een schijf heeft verhoudingsgewijs meer gevolgen naarmate een groter deel van het totale inkomen in deze schijf valt.
| berekening voor een inkomen van € 20.000  | berekening voor een inkomen van € 20.000 | berekening voor een inkomen van € 20.000 | berekening voor een inkomen van € 20.000 | berekening voor een inkomen van € 20.000 | berekening voor een inkomen van € 20.000 | berekening voor een inkomen van € 20.000 | berekening voor een inkomen van € 20.000 | berekening voor een inkomen van € 20.000 | berekening voor een inkomen van € 20.000 | berekening voor een inkomen van € 20.000 | berekening voor een inkomen van € 20.000 | berekening voor een inkomen van € 20.000 | berekening voor een inkomen van € 20.000 |
| jaar                                      | schijf 1                                 | schijf 1                                 | schijf 1                                 | schijf 2                                 | schijf 2                                 | schijf 2                                 | schijf 3                                 | schijf 3                                 | schijf 3                                 | schijf 4                                 | schijf 4                                 | schijf 4                                 | totale heffing                           |
| jaar                                      | belastbaar                               | percentage                               | heffing                                  | belastbaar                               | percentage                               | heffing                                  | belastbaar                               | percentage                               | heffing                                  | belastbaar                               | percentage                               | heffing                                  | totale heffing                           |
| ----------------------------------------- | ---------------------------------------- | ---------------------------------------- | ---------------------------------------- | ---------------------------------------- | ---------------------------------------- | ---------------------------------------- | ---------------------------------------- | ---------------------------------------- | ---------------------------------------- | ---------------------------------------- | ---------------------------------------- | ---------------------------------------- | ---------------------------------------- |
| 2012                                      | € 18.945                                 | 33,1%                                    | € 6.270                                  | € 1055                                   | 41,95%                                   | € 442                                    | € 0                                      | 42%                                      | € 0                                      | € 0                                      | 52%                                      | € 0                                      | € 6.712                                  |
| 2013                                      | € 19.645                                 | 37%                                      | € 7.268                                  | € 355                                    | 42%                                      | € 149                                    | € 0                                      | 42%                                      | € 0                                      | € 0                                      | 52%                                      | € 0                                      | € 7.417                                  |
|                                           |                                          |                                          |                                          |                                          |                                          |                                          |                                          |                                          |                                          |                                          |                                          |                                          |                                          |
| berekening voor een inkomen van € 100.000 |                                          |                                          |                                          |                                          |                                          |                                          |                                          |                                          |                                          |                                          |                                          |                                          |                                          |
| jaar                                      | schijf 1                                 | schijf 1                                 | schijf 1                                 | schijf 2                                 | schijf 2                                 | schijf 2                                 | schijf 3                                 | schijf 3                                 | schijf 3                                 | schijf 4                                 | schijf 4                                 | schijf 4                                 | totale heffing                           |
| jaar                                      | belastbaar                               | percentage                               | heffing                                  | belastbaar                               | percentage                               | heffing                                  | belastbaar                               | percentage                               | heffing                                  | belastbaar                               | percentage                               | heffing                                  | totale heffing                           |
| 2012                                      | € 18.945                                 | 33,1%                                    | € 6.270                                  | € 14.918                                 | 41,95%                                   | € 6.258                                  | € 22.628                                 | 42%                                      | € 9.503                                  | € 43.150                                 | 52%                                      | € 22.438                                 | € 44.469                                 |
| 2013                                      | € 19.645                                 | 37%                                      | € 7.268                                  | € 13.718                                 | 42%                                      | € 5.761                                  | € 22.628                                 | 42%                                      | € 9.503                                  | € 44.010                                 | 52%                                      | € 22.885                                 | € 45.417                                 |

De verhoogde heffingen in schijf 1 en schijf 2 in 2013 lieten de totale heffing bij een inkomen van € 20.000 met ruim 10% ten opzichte van het jaar ervoor toenemen. Bij een inkomen van € 100.000 was dat ongeveer 2%.